# Pleione
För andra betydelser, se Pleione (olika betydelser).
Pleione, eller 28 Tauri och BU Tauri, är en stjärna i stjärnbilden Oxen och Plejadernas öppna stjärnhop (M45). Pleione är en pulserande variabel av 53 Persei-typ (SPB), och en eruptiv variabel av Gamma Cassiopeiae-typ (GCAS) och Lambda Eridani-typ (LERI) Den varierar i visuell magnitud mellan +4,83 och 5,38 och befinner sig på ett avstånd av ungefär 380 ljusår.
Pleione är en dubbelstjärna och det sjunde stjärnan i Plejaderna räknat till ljusstyrka på natthimlen.

## Egenskaper
Den rysk-amerikanske astronomen Otto Struve, som var en av de första som utforskade Be-stjärnor menade I en tidskriftsartikel 1942 att Pleione var “en av de intressantaste medlemmarna i Plejaderna”. Liksom många andra stjärnor i öppna stjärnhopar är Pleione en blåvit stjärna i huvudserien, med en temperatur av ungefär 12000 K. Den har en bolometrisk luminositet på 190-200 {\displaystyle L_{\bigodot }} vilket tyder på ett avstånd av ungefär 120 pc. Med en radie av 3,2 R☉ och en massa av 3,4 M☉ är Pleione påtaligt mindre än de övriga stjärnor i Plejaderna som är ljusstarka. Alcyone har till exempel en radie av 10 R☉ och en luminositet som är 2 400 {\displaystyle L_{\bigodot }}, vilket gör den 30 gånger större i volym än Pleione och 13 gånger ljusstarkare.

## Stjärnsystem
Pleione är en dubbelstjärna vars banelement ännu inte är helt fastställda. 1996 fastställde en grupp japanska och franska astronomer att Pleione är en spektroskopisk dubbelstjärna med omloppstiden 218,0 dygn och en banexcentricitet på hela 0,6. Katalogen över dubbelstjärnor, WDS (Washington Double Star Catalogue), listar Pleione med ett vinkelavstånd av 0,2 bågsekunder, vilket skulle motsvara ungefär 24 a.e. om avståndet är 120 parsec.